# Macedonisch basketbalteam (mannen)

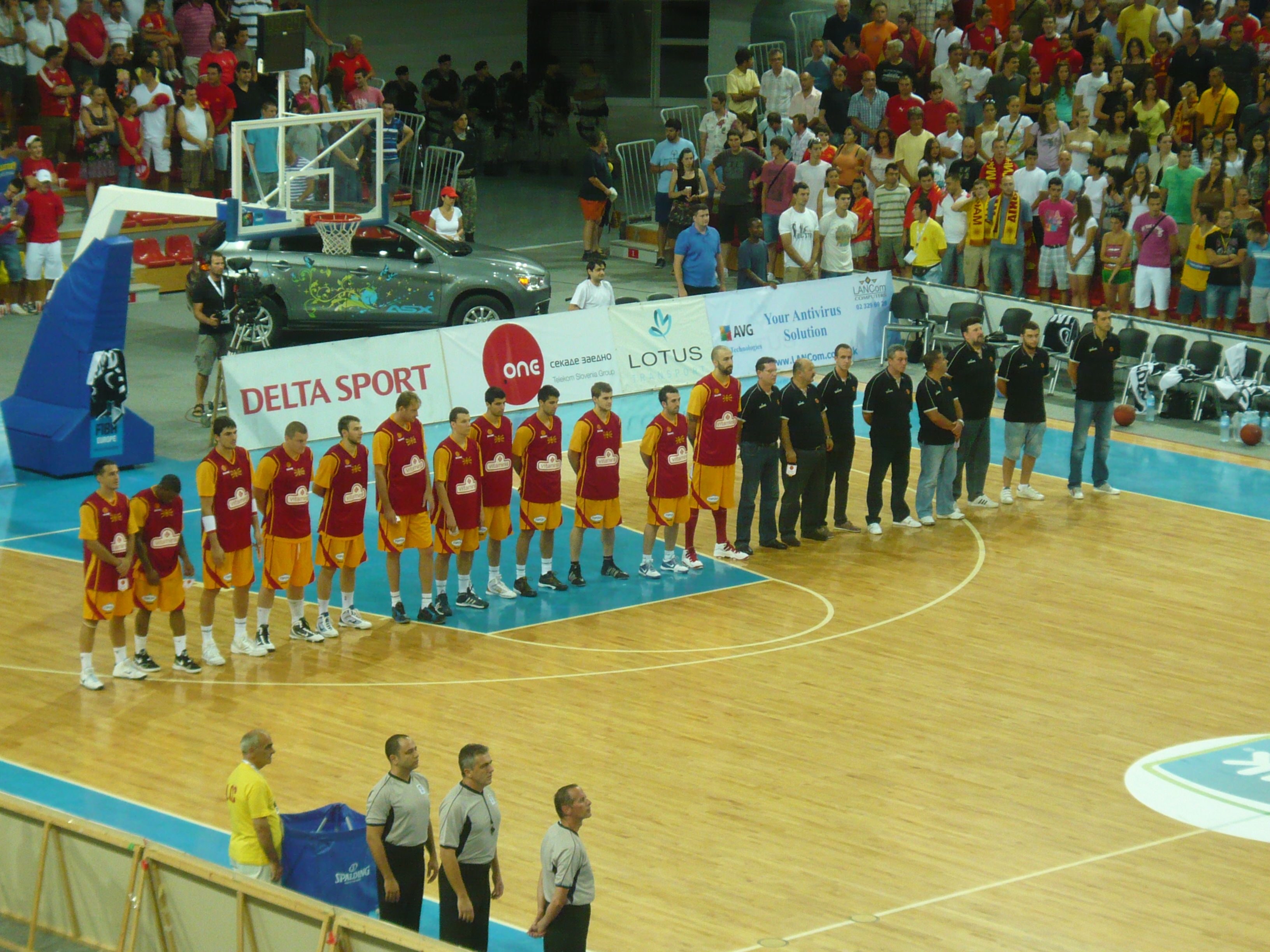
Macedonisch nationaal basketbalteam

Het Macedonisch nationaal basketbalteam is een team van basketballers dat Noord-Macedonië vertegenwoordigt in internationale wedstrijden. De Macedonische basketbalbond is verantwoordelijk voor het Macedonisch basketbalteam. Veruit de meeste spelers van Noord-Macedonië basketballen in Oost-Europa.
Het Macedonisch basketbalteam mocht tot nog toe in totaal twee keer meedoen aan de Eurobasket. De eerste maal was in 1999, toen de ploeg dertiende werd van Europa. In die editie van het Europees kampioenschap werd Noord-Macedonië in een groep met Joegoslavië, Frankrijk en Israël vierde en daarmee laatste. Ook in 2009 waren ze van de partij. Ondertussen heeft het land zich ook voor de editie van 2011 geplaatst.
Het basketbalteam van Noord-Macedonië heeft nooit deelgenomen aan de Olympische Spelen en ook niet aan het wereldkampioenschap basketbal.